# Ignacia Zeballos Taborga

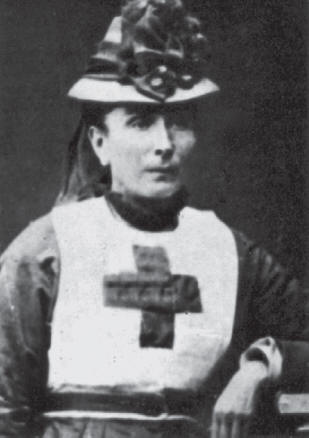
Ignacia Zeballos

Ignacia Zeballos Taborga, född 1831, död 1904, var en boliviansk sjuksköterska, som utmärkte sig under Stillahavskrigen. 
Zeballos Taborga deltog 1876 i kuppen mot president Tomás Frías. Vid utbrottet av kriget 1879 deltog hon i organisationen av arméns sjukvård under röda korset. Hon åföljde armén i fält och utmärkte sig för sina insatser under kriget. Hon mottog 1880 utmärkelsen Heroína Benemérita de la Patria och tillerkändes en statlig pension. 